# Петрова, Людмила Николаевна (учёный)
Людми́ла Никола́евна Петро́ва (30 мая 1938 — 28 октября 2021) — советский и российский учёный в области общего земледелия и физиологии растений, академик РАСХН (1995), академик РАН (2013).

## Биография
Родилась 30 мая 1938 года в Ставрополе. В 1960 году окончила биолого-почвенный факультет МГУ.
После окончания учёбы, с 1960 по 1961 годы работала старшим лаборантом Центральной экспериментальной лаборатории Ставропольского государственного медицинского института.
С 1961 по 1965 годы — ассистент кафедры ботаники и физиологии растений Ставропольского СХИ.
С 1965 года по настоящее время работает в Ставропольском НИИ сельского хозяйства, пройдя путь от аспиранта до директора (1986—2002), с 2003 года — руководитель биотехнологического центра этого НИИ.
Кандидат биологических наук (1971, диссертация «Физиолого-биохимические особенности питания и формирования урожая озимой пшеницы»). В 1987 году защитила докторскую диссертацию «Научные основы интенсификации технологии возделывания озимой пшеницы в засушливых региона». В 1990 году присвоено учёное звание профессора. 
Вступила в члены КПСС[когда?]. Избрана членом-корреспондентлм ВАСХНИЛ[когда?]. Была назначенна генеральным директором научно-производственного объединения «Нива Ставрополья» в городе Ставрополь[когда?].
В 1989 году избрана Народным депутатом СССР от Всесоюзной академии сельскохозяйственных наук имени В. И. Ленина. Избрана членом Комитета Верховного Совета СССР по вопросам экономической реформы
В 1995 году избрана академиком РАСХН. В 2013 году стала академиком РАН (в рамках присоединения РАСХН к РАН).
Скончалась 28 октября 2021 года.

## Научная деятельность
Занималась разработкой и внедрением в производство систем сухого земледелия, энерго- и влагосберегающих технологий возделывания с.-х. культур с использованием техники нового поколения. Изучала проблемы физиологии питания, формирования урожая и качества зерна озимой пшеницы.
На основе агрохимических и физиологических исследований предложила интенсивные технологии возделывания озимой пшеницы, обеспечивающие существенный рост продуктивности, в том числе в аридных регионах.
Исследовала проблемы почвенного плодородия, рационального использования средств химизации. Внесла большой вклад в обоснование адаптивной системы земледелия на агро-ландшафтной основе.
Разработала методологию и предложила методы использования системного и математического моделирования для оценки состояния и прогноза развития АПК Ставропольского края, продуктивности озимой пшеницы и производства зерна.
Людмила Николаевна являлась председателем проблемно-координационного Совета Северо-Кавказского региона по биотехнологии, руководителем Южного отделения координационного Совета по аридному земледелию.
Автор более 250 научных публикаций.

## Основные работы
- Химия и урожай / Соавт. А. Я. Чернов. — Ставрополь, 1978. — 134 с.
- Системный анализ и моделирование для развития регионального АПК // Вестн. с.-х. науки. 1991. № 11. С. 13-25.
- Вопросы экологии в системе земледелия: Сб. науч. тр. / Ставроп. НИИСХ. — Ставрополь, 1993. — 193 с.
- Экологизация земледелия на Ставрополье / Соавт. В. М. Рындин // Земледелие. 2001. № 2. С. 10-12.
- Особенности почвенного плодородия в адаптивно-ландшафтном земледелии Ставрополья / Соавт.: Л. И. Желнакова и др. // Земледелие. 2002. № 5. С. 4-5.

## Награды
- Орден Ленина (1987)
- Орден «Знак Почёта» (1982)
- Премия Совета Министров СССР (1984)
- Заслуженный деятель науки Российской Федерации (1998)
- 3 медали СССР, медали ВДНХ